# Gra w ojca (powieść)
Das Vaterspiel (Gra w ojca) – powieść austriackiego pisarza Josefa Haslingera z roku 2000.

## Treść
Haslinger wprowadził do tekstu narratora pierwszoosobowego, Ruperta Kramera, opowiadającego historię swojego dzieciństwa i młodości. Ta narracja przerywana jest rozdziałami, w których umieszczone są protokoły zeznań litewskiego Żyda, ofiary prześladowań nazistowskich na Litwie, Jonasa Shtroma. Tak powstało polifoniczne opowiadanie o historii trzech rodzin, trzech generacji, żyjących w różnych miejscach świata. Na Litwie, w okresie II wojny światowej żyje żydowska rodzina ofiar pogromów Żydów organizowanych przez litewskich bojowników o niepodległość Litwy i przez niemieckich i litewskich nazistów, aktualnie w Stanach Zjednoczonych a wcześniej na Liwie żyje rodzina niemiecko-litewskich sprawców oraz w Wiedniu – rodzina socjaldemokratycznego ministra transportu, o której opowiada narrator pierwszoosobowy. Losy rodziny Shtromów zaprotokołowane zostały w Centrali Badania Zbrodni Narodowosocjalistycznych w Ludwigsburgu w roku 1959 oraz przedstawione w rozmowie Shtroma z urzędnikiem w Office of Special Investigations w Waszyngtonie. W tych protokołach z zeznań świadka Jonasa Shtroma dokumentowany jest przebieg pogromów Żydów w litewskim mieście Kowno. W centrum zeznań umieszczona zostaje rodzina ocalonego Jonasa Shtroma. Jonas Shtrom, już jako wpływowy dziennikarz gazety „Chicago Tribune”, angażuje się w sprawy poszukiwań zbrodniarzy nazistowskich. Rodzina sprawcy Lucasa Munkaitisa, odpowiedzialnego za masowy mord dokonany na Żydach, która zbiegła po wojnie przez Niemcy do Stanów Zjednoczonych, pojawia się najpierw w zeznaniach Shtroma, a później w relacji Ruperta, oba opowiadania nie są do końca spójne. Shtrom i Munkaitis przestawiają zdarzenia wojenne po wielu latach i z własnej perspektywy, co prowadzi do „innej pamięci” o dawnych, jakkolwiek brzemiennych w skutkach wydarzeniach. Lucas Munkaitis, w wyniku skutecznie prowadzonego śledztwa przez Jonasa Shtroma, chcąc uchylić się przed procesem, ukrywa się od 32 lat w piwnicy domu swojej siostry. Historia trzech rodzin połączona zostaje przez dwoje protagonistów najmłodszej generacji Ruperta Kramera i Mimi, krewnej Lucasa. Mimi prosi Rupera, który przed laty był w niej zakochany, aby pomógł w przebudowie pomieszczeń piwnicznych w mieszkalne dla jej ciotecznego dziadka, owego ukrywającego się mordercy.

## Problematyka
W „Grze w ojca” Josef Haslinger ponownie przedstawia kondycję społeczeństwa Austrii XX wieku, zahacza o wiele wątków społeczno-politycznych, przedstawia portret socjaldemokratycznego polityka uwikłanego w korupcję, sięga do czasów II wojny światowej, przedstawia Holokaust na Litwie.

## Cytat
„Nagle stało się głośno. To był odgłos, który raz nabierał na sile, a raz tracił, jak na festynie, przerywany okrzykami owacji i oklaskami. Musiało tam być jakieś zgromadzenie ludzi. W pierwszym momencie, chyba po to, aby siebie uspokoić, pomyślałem, że może to jakaś zabawa sportowa. Ale oczywiście natychmiast wiedziałem, że o godzinie siódmej rano nie mogły odbywać się żadne zawody sportowe. Pomiędzy rzędami domów, był wybetonowany niewielki plac, przy którym stała stacja benzynowa. […] Kiedy przejeżdżaliśmy na wysokości placu, słyszeliśmy, że aplauz i oklaski poprzedzane były tępymi uderzeniami. Też krzykami. Nie drażniącymi czy wysokimi tonami, ale jękami. Wcisnęliśmy się jeszcze głębiej pod plandekę wozu. Ja jednak nie mogłem wytrzymać i ostrożnie wystawiłem głowę. Od strony drogi gromadzili się ludzie, między nimi stali niemieccy żołnierze, ale też dzieci i kobiety. Pan Mendelson też wyjrzał. Zapytał: „Co oni tam robią?” Na początku Petras udawał, że nie usłyszał pytania. Później powiedział: 'Biją Żydów'”.

## Ekranizacja
2009 powieść została zekranizowana w reżyserii Michaela Glawoggera pod tytułem Das Vaterspiel (Gra w ojca) z Helmutem Köppingiem w roli Ruperta Kramera, Sabine Timoteo jako Mimi Kralikauskas oraz Ulrichem Tukurem w roli Jonasa Shtroma.